# Бобовац (Клина)
Бобовац (алб. Bubavec) је насеље у општини Клина на Косову и Метохији.

## Демографија
Насеље има албанску етничку већину.
Број становника на пописима:
- попис становништва 1948. године: 543
- попис становништва 1953. године: 538
- попис становништва 1961. године: 628
- попис становништва 1971. године: 822
- попис становништва 1981. године: 1122
- попис становништва 1991. године: 1439